# Jüdischer Friedhof (Eichstetten am Kaiserstuhl)

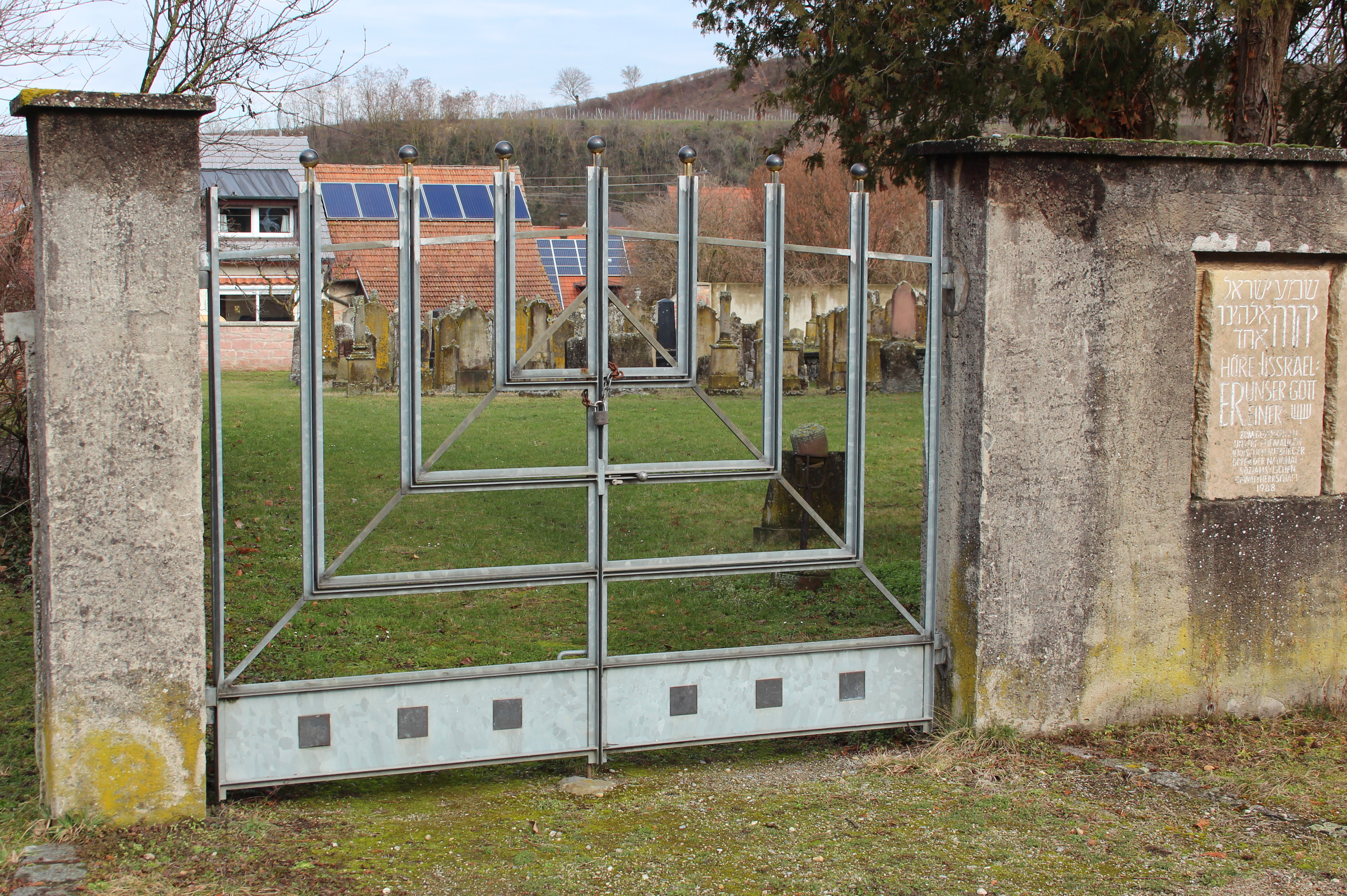
Jüdischer Friedhof in Eichstetten am Kaiserstuhl

Der Jüdische Friedhof Eichstetten am Kaiserstuhl ist ein geschütztes Baudenkmal in Eichstetten am Kaiserstuhl, einer Gemeinde im Landkreis Breisgau-Hochschwarzwald in Baden-Württemberg.
Auf dem 2273 m² großen Friedhof an der Straße „Im Längental“ am südlichen Ortsrand sind 471 Grabsteine erhalten. 

## Geschichte
Der Friedhof wurde 1809 angelegt und bis 1940 belegt. Vor der Anlage des eigenen Friedhofes wurden die Verstorbenen aus Eichstetten auf dem Alten jüdischen Friedhof in Emmendingen bestattet.